# Abgebissener Pippau
Der Abgebissene Pippau (Crepis praemorsa) ist eine Pflanzenart aus der Gattung Pippau (Crepis) innerhalb der Familie der Korbblütler (Asteraceae).

## Beschreibung

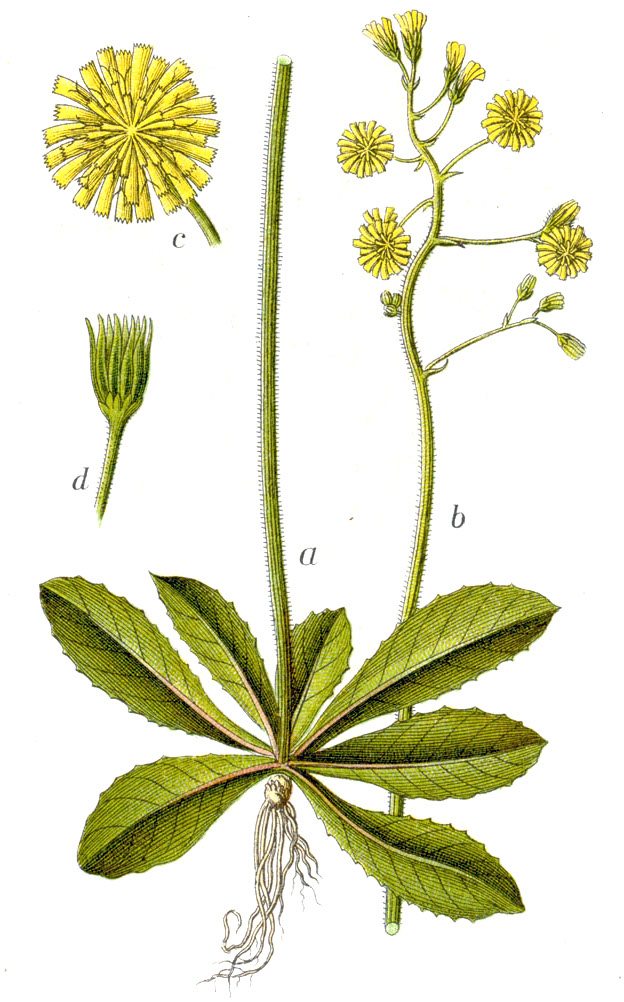
Illustration

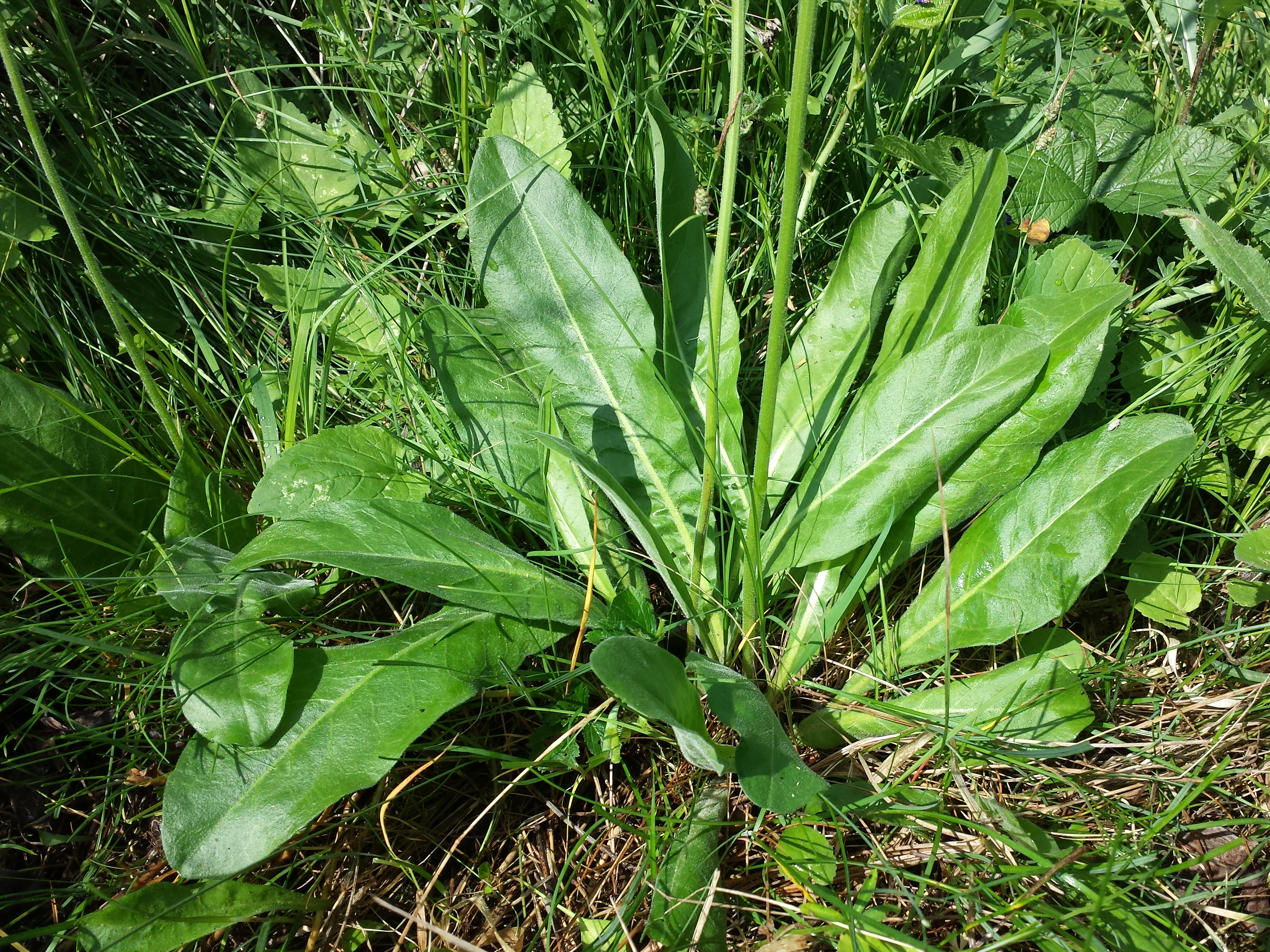
Grundblätter

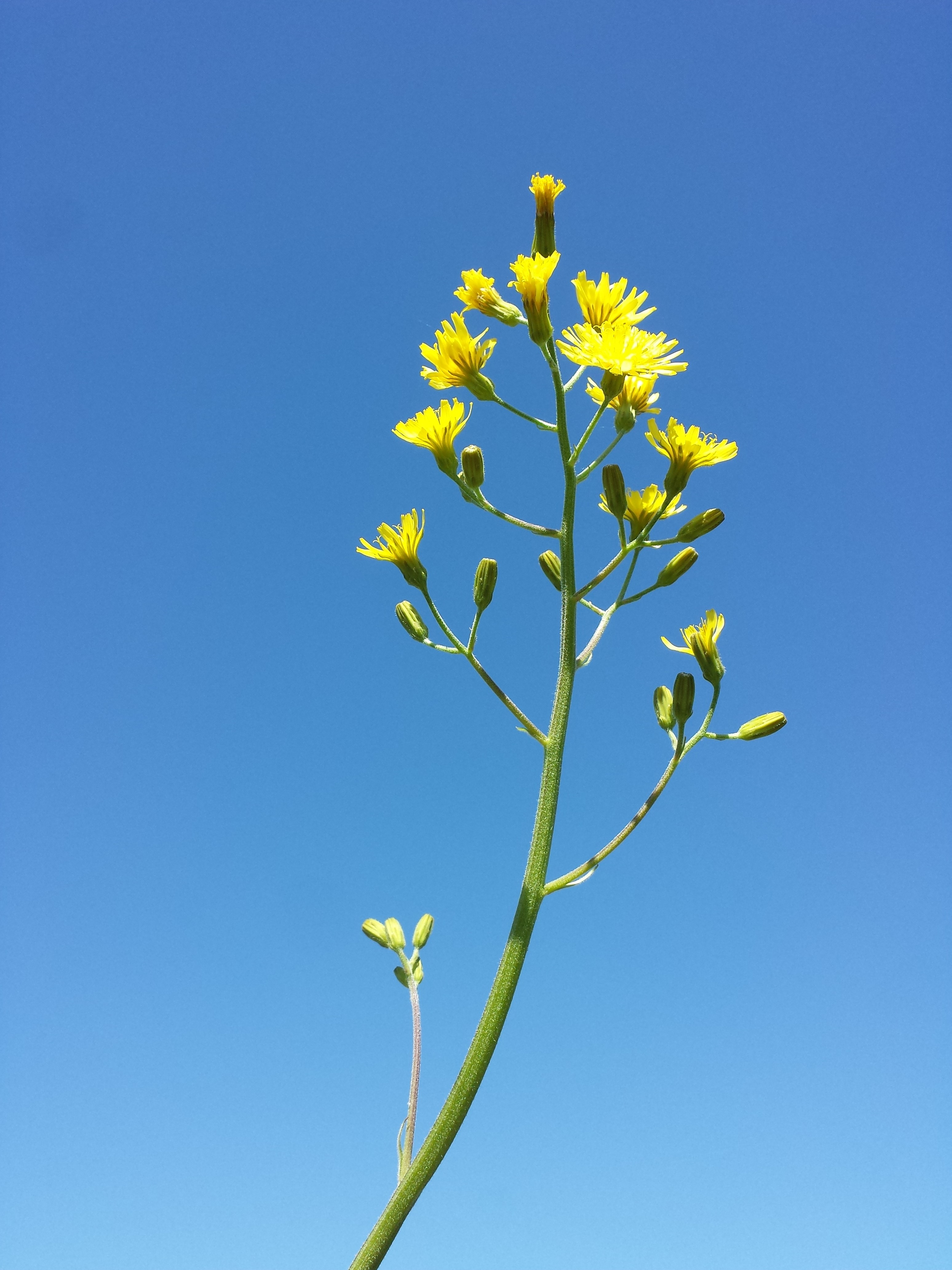
Blütenstand

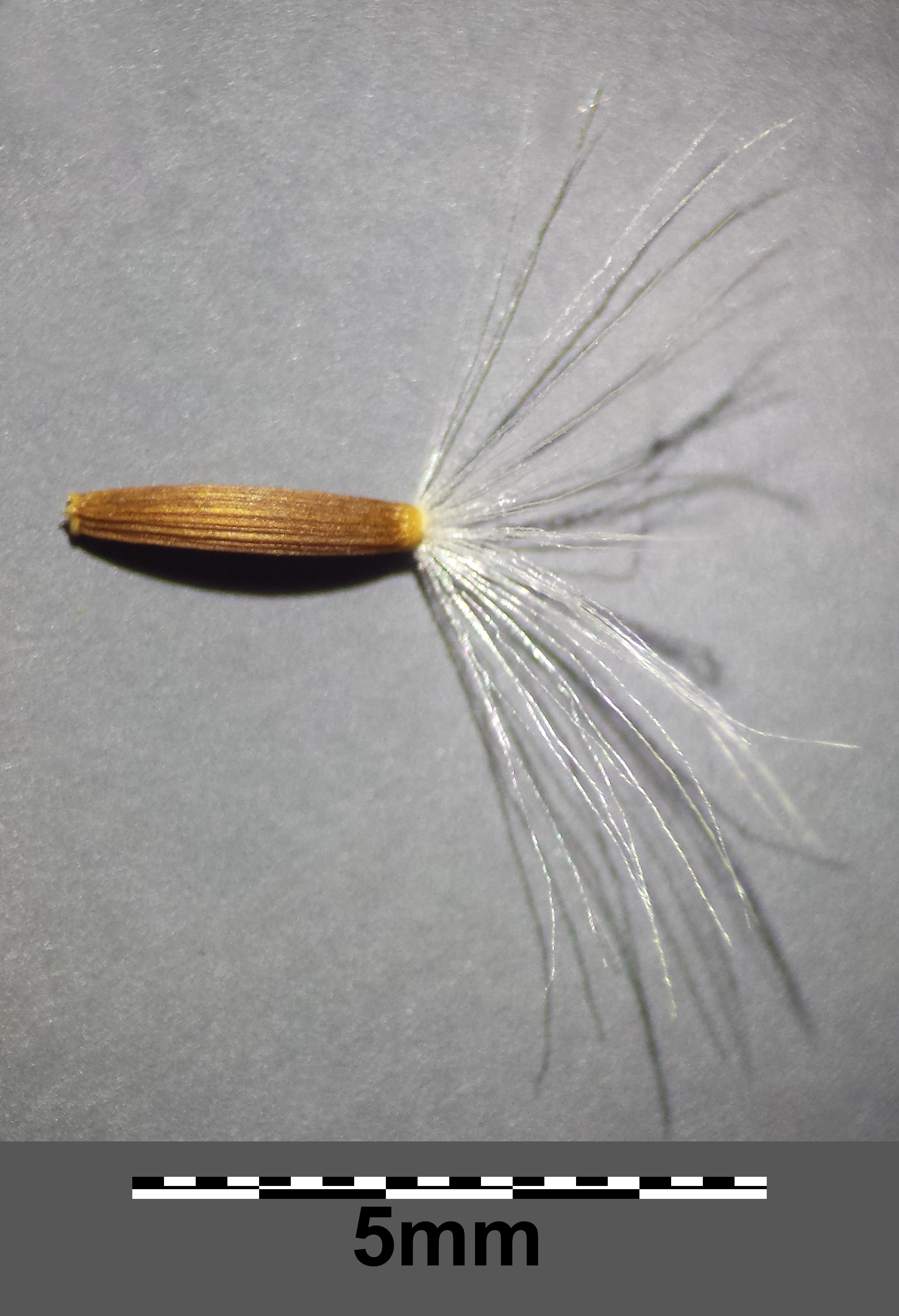
Achäne mit Pappus

### Vegetative Merkmale
Der Abgebissene Pippau ist eine ausdauernde krautige Pflanze und erreicht eine Wuchshöhe von meist 15 bis 45, selten bis zu 70 Zentimetern. Sie bildet ein kurzes, abgebissen aussehendes, schiefes Rhizom. Der aufrechte, unbeblätterte Stängel ist rundlich und gefurcht, kurz flaumig behaart und im oberen Teil traubenartig verzweigt.
Die in einer grundständigen Rosette angeordneten Laubblätter besitzen eine bei einer Länge von 5 bis 20 Zentimetern sowie einer Breite von 8 bis 55 Millimetern breite längliche bis verkehrt-eiförmige, und am Grund stielartig verschmälerte, gelblich-grüne Blattspreite. Der Blattrand ist ganzrandig oder entfernt gezähnelt.

### Generative Merkmale
Die Blütezeit reicht von Mai bis Juni. In einem walzenförmigen traubigen bis rispigen Gesamtblütenstand stehen etwa 10 bis 30 körbchenförmige Teilblütenstände zusammen. Die Blütenkörbe blühen von oben herab nach unten nacheinander auf. Die Hülle (Involucrum) ist bei einer Höhe von 7 bis 12 Millimetern sowie einem Durchmesser von 3 bis 7 Millimetern zylindrisch bis glockenförmig. Die Hüllblätter sind schwärzlich-grün, schmal weiß berandet, zerstreut borstig, die äußeren sind grau flaumig bis zottig rau behaart und bilden eine deutliche Außenhülle. Die Blüten sind meist hellgelb.
Die hellbraunen Achänen sind bei einer Länge von 3 bis 4 Millimetern spindelförmig, besitzen etwa 20 glatte Rippen und sind nicht geschnäbelt. Der Pappus ist schneeweiß und weich.

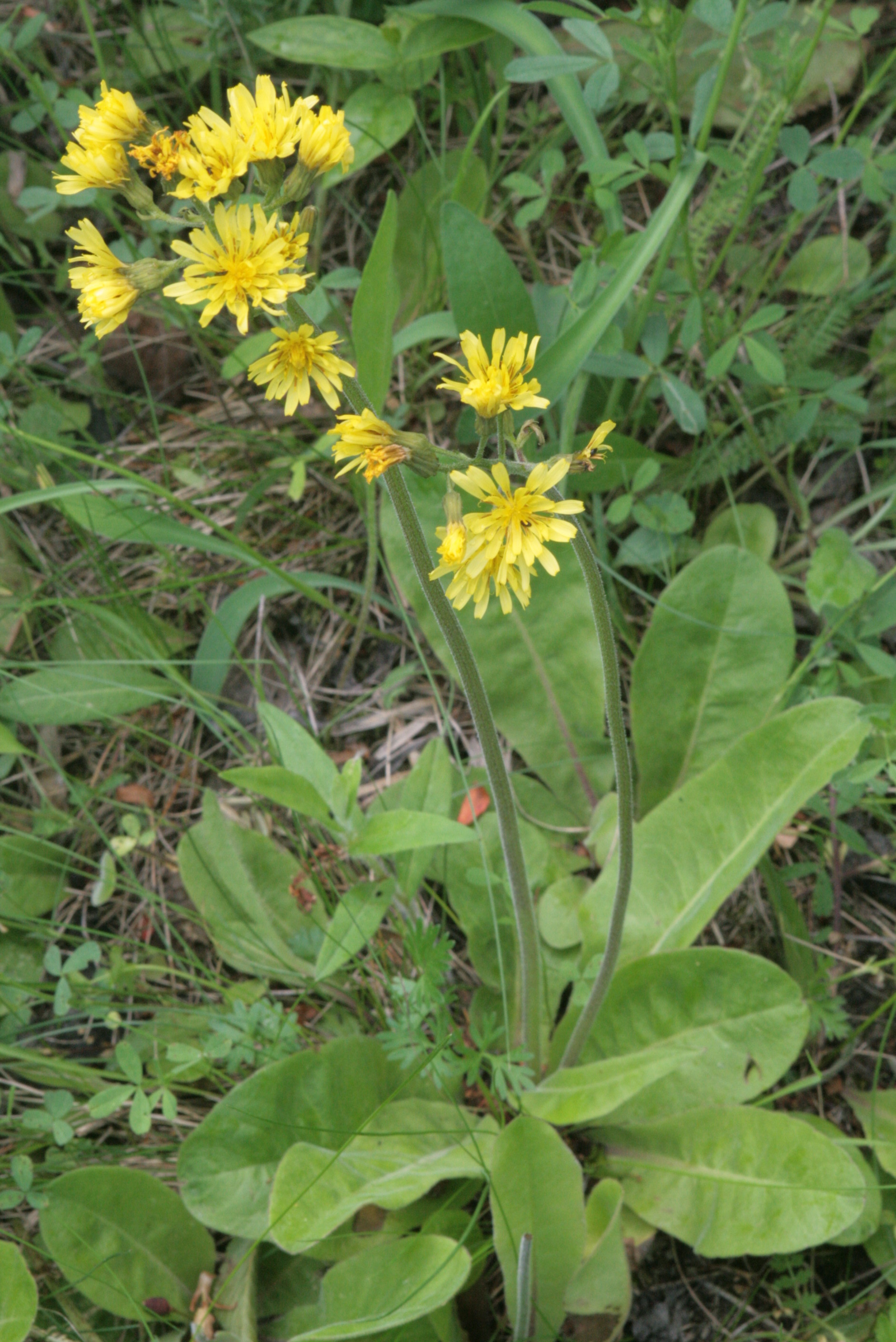
Habitus, Grundblätter und Blütenstand

Die Chromosomenzahl beträgt 2n = 8.

## Ökologie
Am Abgebissenen Pippau wurde die Pilzart Puccinia crepidis beobachtet.

## Systematik
Die Erstveröffentlichung erfolgte 1753 unter dem Namen (Basionym) Hieracium praemorsum durch Carl von Linné in Species Plantarum, Tomus II, Seite 801. Friedrich Ludwig Walther stellte sie 1802 in Flora von Giessen und der umliegenden Gegend... S. 584 in die Gattung Crepis. Das Artepitheton praemorsa ist die weibliche Form von praemorsus für abgebissen, dies bezieht sich auf ihr Rhizom, das abrupt endet und daher wie abgebissen aussieht.
Crepis praemorsa gehört zur Sektion Intybelloides Froelich innerhalb der Gattung Crepis.
Nicht mehr zu Crepis praemorsa gehören:
- Froelich-Pippau (Crepis froelichiana Froel., Syn.: Crepis praemorsa subsp. corymbosa (Gaudin) P.D.Sell[2]).
- Dinarischer Frölich-Pippau oder Slowenischer Frölich-Pippau  (Crepis froelichiana subsp. dinarica (Beck) Gutermann[9], Syn.: Crepis praemorsa subsp. dinarica (Beck) P.D.Sell).[2]

## Vorkommen und Gefährdung
Das Verbreitungsgebiet des Abgebissenen Pippau umfasst die gemäßigten Gebiete Mittel- und Osteuropas und reicht von Ostfrankreich und Norditalien bis Norwegen und Südschweden, ins östliche Sibirien und Zentralasien. Der Abgebissene Pippau ist ein eurasiatisch-kontinentales Florenelement und damit befindet er sich in Mitteleuropa an der Westgrenze seiner Verbreitung.
Der Abgebissene Pippau gedeiht auf mäßig trockenen bis wechseltrockenen, meist kalkreichen Löß- oder Lehm-Böden an Gebüsch- und Waldrändern und in lichten Kiefern- oder Eichenwäldern. Er steigt im Gebirge nur bis in Höhenlagen von etwa 1200 Metern auf, die er bei Tschiertschen in Graubünden erreicht. Er ist eine sommerwärmeliebende Halbschatten- bis Lichtpflanze. Er kommt vor allem in Pflanzengesellschaften des Verbands Geranion sanguinei vor und wird als Charakterart dieses Verbandes angesehen.
Die ökologischen Zeigerwerte nach Landolt et al. 2010 sind in der Schweiz: Feuchtezahl F = 2+w (frisch aber mäßig wechselnd), Lichtzahl L = 3 (halbschattig), Reaktionszahl R = 5 (basisch), Temperaturzahl T = 3+ (unter-montan und ober-kollin), Nährstoffzahl N = 2 (nährstoffarm), Kontinentalitätszahl K = 4 (subkontinental).
Der Abgebissene Pippau ist in seinem Bestand auf Länderebene in Deutschland und Österreich gefährdet, in der Schweiz wird er als „Vulnerable“ = „gefährdet“ bewertet. Regional auf Bundeslands- und Kantons-Ebene wird der Abgebissene Pippau vielerorts als „stärker gefährdet“ eingestuft und ist in manchen Gegenden schon „ausgestorben“.

## Trivialnamen
Für den Abgebissenen Pippau bestehen bzw. bestanden auch die weiteren deutschsprachigen Trivialnamen Abbis (Schlesien) und Hasenlattich (Schlesien).